# Acalypha lindeniana
Acalypha lindeniana är en törelväxtart som beskrevs av Johannes Müller Argoviensis. Acalypha lindeniana ingår i släktet akalyfor, och familjen törelväxter. Inga underarter finns listade i Catalogue of Life.